# بلندای مقیاس

بلندای مقیاس اتمسفر زمین حدود ۸٫۵ کیلومتر است. همان‌طور که می‌توان از این نمودار فشار هوا p بر اساس ارتفاع h را تأیید کرد: در ارتفاع ۰، ۸٫۵ و ۱۷ کیلومتری، فشار هوا به ترتیب حدود ۱۰۰۰، ۳۷۰ و ۱۴۰ هکتوپاسکال (hPa) است.

بلندای مقیاس (انگلیسی: Scale height) در علوم جوی، علوم زمین و سیاره‌شناسی، به فاصله (عمودی یا شعاعی) گفته می‌شود که بر روی آن، یک کمیت فیزیکی بر پایه ضریب e (پایه لگاریتم‌های طبیعی، تقریباً ۲٫۷۱۸) کاهش می‌یابد. بلندای مقیاس معمولاً با حرف H بزرگ نشان داده می‌شود،